# Hőgyes Endre
Hőgyes Endre (Hajdúszoboszló, 1847. november 30. – Budapest, 1906. szeptember 8.) orvos, egyetemi tanár, a Magyar Tudományos Akadémia tagja. A kísérleti orvostudomány kiemelkedő kutatója.

## Élete
Édesapja Hőgyes András asztalosmester, édesanyja Futó Lídia. Az elemit a helyi református iskolában, a gimnáziumot szülővárosában és a debreceni főiskolán végezte. 1865-ben lépett orvosi pályára. 1870-ben a pesti egyetemen avatták orvosdoktorrá, 1871-ben szerzett sebészdoktori oklevelet.
A Szent Rókus Kórházban mint segédorvos működött, majd Balogh Kálmán mellett volt tanársegéd. 1873-tól kísérleti kórtanból egyetemi magántanár lett. 1875-től Kolozsvárra, az általános kór- és gyógytan rendes tanárává nevezték ki. Itt létrehozta az Orvos-természettudományi társulatot, mely előbb külön, majd az Erdélyi Múzeum-Egyesülettel egyesülve működött. 1883-ban a Budapesti Egyetemre, az általános kór- és gyógytan nyilvános rendes tanárává nevezték ki. Kutatásai túlnyomó részben a kísérleti kórtan és élettan, részben pedig a gyógyszertan körébe tartoztak. 1886-tól haláláig az Orvosi Hetilap szerkesztője volt.
A Magyar Tudományos Akadémia 1881-ben levelező, 1889-ben rendes tagjává választotta. 1889-ben az Országos Közegészségi Tanács rendkívüli, 1891-től pedig rendes tagjává nevezték ki. 1889-től egyik alelnöke volt a természettudományi társulatnak. 1890-ben megalapította a Pasteur-intézetet és kórházat Magyarországon. A magyar orvosi könyvkiadó társulatnak 1883–1893 között volt titkára, 1894-től pedig elnöke. A budapesti királyi orvosegyletben a választmány tagja és a veszettség tanulmányozására kiküldött bizottság elnöke volt.
1887-ben bízta meg a törvényhozás és a kormány a veszettség elleni gyógyítási mód tanulmányozásával.
Az ő igazgatása alatt jött létre 1890. április 15-én a budapesti Pasteur-intézet. A budapesti egyetemen több éven át vizsgaelnök, 1887–1892 között az orvosi kar jegyzője, az 1894–1895-ös tanévben pedig mint az orvosi kar dékánja működött. Kiadótulajdonosa és szerkesztője volt az Orvosi Hetilapnak. Számos magyarul, németül és részben franciául közzétett tanulmánya – melyek közül a nagyobb terjedelműek a vese élet- és kórtanára, a fül ívjárataira, az asszociált szemmozgásokra, a hipnózis egyes jelenségeire és a veszettség gyógyítására vonatkoztak – nevét nemcsak a hazai, hanem a külföldi tudományos világ előtt is ismertté tették.
A Magyar Tudományos Akadémia 1890-ben a Marczibányi-jutalommal tüntette ki.

### Kolozsvári munkássága
Hőgyes Endre 1875-től 1883-ig a Kolozsvári Magyar Királyi Ferenc József Tudományegyetem orvosi szakán dolgozott. 1875. március 8-án kapott meghívást Kolozsvárra, ahol a nemrég alapított egyetemen egy fiatal és lelkes társaság tagja lett. Kollégája volt például Abt Antal, Koch Antal, Entz Géza és Brandt József. Hőgyes kezdeményezésére alakult meg a Kolozsvári Orvos-Természettudományi Társulat, amely eleinte külön, majd az Erdélyi Múzeum-Egyesülettel egyesülve működött tovább. E társulatnak célja az orvosi és természettudományok művelése és a tagok közötti összetartás erősítése volt. A társaság gyűléseket, vitákat, tudományos és közérthető előadóesteket rendezett. Elnöke Abt Antal lett, míg Hőgyes titkári tisztséget töltött be. A társulatnak volt egy negyedévente megjelenő tudományos folyóirata is (Orvos-Természettudományi Értesítő), amely az előadásokat, kutatásokat és a társulat többi tevékenységét közölte. Itt jelentek meg a hallásvizsgálatra vonatkozó cikkei. A lapnak Hőgyes Endre a főszerkesztője is volt.

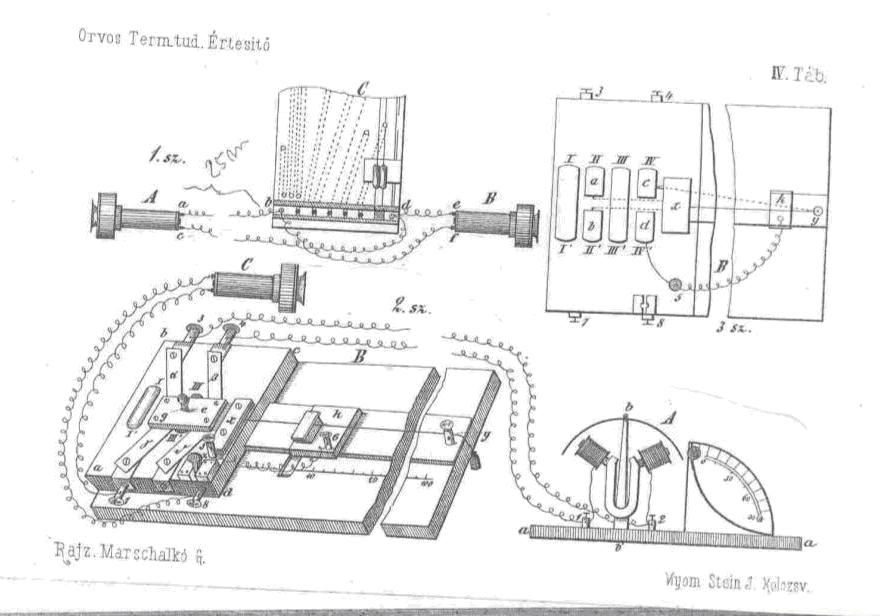
Hőgyes Endre eredeti hallásvizsgáló készülékéről készült rajz az Orvos Természettudományi Értesítő alapján

#### Hőgyes hallásmérő készüléke
Hőgyes kolozsvári munkásságának egyik kiemelkedő eredménye volt, hogy az Alexander Graham Bell által 1878-ban megépített telefont már 1879-ben felhasználta, és halláserősség mérésére alkalmazta. Az általa épített készülék a világon az első audiométernek tekinthető[forrás?]. A két Bell-féle telefont összekötő többszálas huzalkörbe mellékágként csúszkát, vagyis Siemens-féle hidat kötött be. A beszélő a telefonban a hang által keltett áramot az elágazás segítségével bebocsáthatta vagy elzárhatta a hallgató telefonjában. A hang erejét az ellenállásoknak köszönhetően fokozhatta, vagy csökkenthette. A méréseket úgy végezte, hogy megjegyezte a mellékágba beiktatott azon ellenállás nagyságát, amitől kezdve a hallgató észlelni kezdte a hangot. Így megkapta az alany fülérzékenységének alsó határát a Siemens-féle híd egységében mérve.
E szerkezet volt az előhírnöke a Nobel-díjas Békésy György audiometriai vizsgálatainak.

## Tudományos dolgozatai folyóiratokban
- Kisérletek és észleletek a cantharidin élettani hatásáról
- Az ondószálcsák behatolásáról a fiatal sejtek protoplazmájába
- Adatok a vese élet- és kórtanához
- Előleges közlemény a vese kanyargó csatornái és Malpighitestecsei hámfedezetének kóros változásairól (Orvosi Hetilap 1872, 31. sz.)
- A vese szereplése az anyagforgalomban (Természettud. Közlöny, 1872)
- Cohn kisérletei és a táplálkozási önállóság a vesevelő állományában (Orvosi Hetilap 1873, 11. sz.)
- A felbontott vér hatásáról az állati szervezetre (Természettud. Közl. 1873. június)
- A Bunsen-féle szivó fuvóról (Wassertrommelgebläse) mint mesterséges légzési készülékről a légvételi elégtelenségek kiegyenlítésére (Természettud. Közl. 1873, jul. és Orvosi Hetilap 1874, 7. sz.)
- Kisérleti töredékek a choleraürülékek hatásáról az állatokra (Orvosi Hetilap 1873, 34-40. sz.)
- A mesterséges vesebántalmaknál előforduló hengeres képletekről (magántanári értekezés, Orvosi Hetilap 1874, 15-20. sz.)
- A kórtan viszonya a többi természettudományokhoz (Orvosi Hetilap 1874, 8-12. sz.)
- Kisérleti adatok a légző mozgások fulladás alatti lefolyásához (Orvosi Hetilap 1875, 49-59. sz.)
- A dithiocyansavas káli és aethyl élettani hatásáról (Orvosi Hetilap, 1876)
- Az 1876. évi kölcsöntanszerkiállítás Londonban (Orvosi Hetilap 1876)
- A lélegzés méréséről (spirometria) a Lowne-féle «transportable spirometer» bemutatásával (Orvosi Hetilap 1876 és a kolozsvári Orvos-természettud. társulat Értesítőjében)
- A gelsemium sempervirens élettani hatásáról (Értesítő, 1877)
- Apróbb közlemények a kolozsvári egyetem általános kór-, gyógy- és gyógyszertani intézetéből (Értesítő, 1877)
- Adatok az emlősmagzat életszivósságához (Orv. Hetilap 1877, 23. sz.)
- Némely gáznemü anyag hatása a légző mozgások fulladás alatti lefolyására
- Adatok a paprika (Capsicum annuum) élettani hatásához (Orvos-természettud. társ. Értesítője, 1877 és Orvosi Hetilap 1878, 10. sz.)
- Telephonszerkezetü magneto-inductor idegizomizgatásokra (Orvos-természettud. társ. Értesítő, 1878 és Orvosi Hetilap 1878)
- A hallóerő meghatározása telephonnal
- Megjegyzések a jodoform élettani hatásához (1878)
- Közlemények a kolozsvári kir. tud. egyetem általános kór- és gyógyszertani intézetéből
- Az arczidegkiirtás után keletkező szembeli változásokról
- Módszer a hallóerőnek telephonnal való meghatározására (Orvos-term.-tud. társulat Értesítője 1879, II. füzet)
- Észrevételek a jodoform élettani hatására és szervezetbeli átváltozásaira vonatkozólag (Orvosi Hetilap 1879, 43-51. sz.)
- Előleges jelentés a szemtekerezgésre (nystagmus) vonatkozó vizsgálatokról
- Az akaratlan együttjáró kétoldali szemmozgások idegmechanismusáról (bemutattatott a m. tud. akadémia 1880. április 19-ei ülésén)
- Módszertani észrevételek az állatok végbélbeli hőmérséke meghatározásának módjairól és egy uj állatrögzítő módszerről, hőmérséki meghatározásokkal járó vivisectiókhoz (Orvosi Hetilap 1880, 31-34. sz.)
- Néhány alkaloid hatása a test hőmérsékére (Orv. Hetilap 1880)
- Az associált szemmozgások idegmechanismusáról (1. közlemény az Akadémiai Értekezések X. kötetében, 18. sz. 1881 REAL-EOD; 2. közlemény uo., XI. köt. 1881 REAL-EOD; 3. közlemény uo., XIV. köt. 9. sz. 1885 REAL-EOD)
- Néhány vegyi anyag hatása az associált szemmozgásokra (Orv.-természettud. társ. Értesítő, 1881)
- A szédülés tüneményeinek igazi okáról fokozódott dobürbeli nyomásnál (Orvosi Hetilap 1882)
- Az élettani módszertan ujabb irodalma Angol- és Németországban (Orvosi Hetilap 1876)
- Folytatólagos adatok a szédülés tanához (Orvosi Hetilap 1882)
- Smith Foods c. angol munkáját fordította, mely a Természettud. társulat könyvkiadványai között jelent meg
- Adatok a veszettség fertőző anyagának ismeretéhez (Magyar Tudományos Akadémiai Értesítő, 1886)
- Egy ujabb acusticus reflextüneményről (1886)
- Jelentés a veszettségre vonatkozó vizsgálatok jelen állásáról (Akad. III. oszt. ülés, 1886)
- Nystagmus és associált szemmozgáskisérletek hystero-epileptikáknál (1886)
- A budapesti és párisi fix veszettség-virus összehasonlítása (Akadémiai Ért., 1887)

## Önállóan megjelent művei
- A vese vérkeringési viszonyairól. Budapest, 1873. (Értekezések a term. tud. köréből III. 12.)
- A tápszerek. Smith Edward Foods cz. angol munkája 4. kiadása után ford. Budapest. 1877. (A Természettud.-társulat kiadványa XIII.)
- Az associált szemmozgások idegmechanismusáról. 1. közl. Bevezetés. 1 rész. A fej- és testmozgásokat kisérő associált szemmozgások tüneményei emlősöknél s az embereknél. 2. rész. Az idegrendszer egyes részeinek befolyásáról az önkénytelen associált szemmozgásokra. 3. rész Bpest, 1880-81, 1885. (Értek. a term. tudom. köréből X. 18.. XI. 1., XIV. 9. Tábla rajzokkal.)
- Közlemények a budapesti általános kór- és gyógytani intézetből. Budapest. 1887.
- A veszettség gyógyításáról (Budapest, 1889, az MTA nagyjutalmát kapta érte)
- Die experimentelle Basis der antirabischen Schutzimpfungen Pasteur's. Stuttgart, 1889.
- Emlékbeszéd Balogh Kálmán rendes tagról. Budapest, 1890. (Emlékbeszédek VI. 9.)
- Veszettség. Rabies (Bókai, Kétli és Korányi: A belgyógyászat kézikönyve I. kötetében. Bevezetés a vérbetegségek kór- és gyógytanába. (Budapest. II. kötet.)
- Hazai orvosi oktatásügyünk és a budapesti egyetem orvosi kara (Budapest, 1896)
- Emlékkönyv a Budapesti Királyi Magyar Tudomány Egyetem Orvosi Karának multjáról és jelenéről (Budapest, 1896)

## Emlékezete

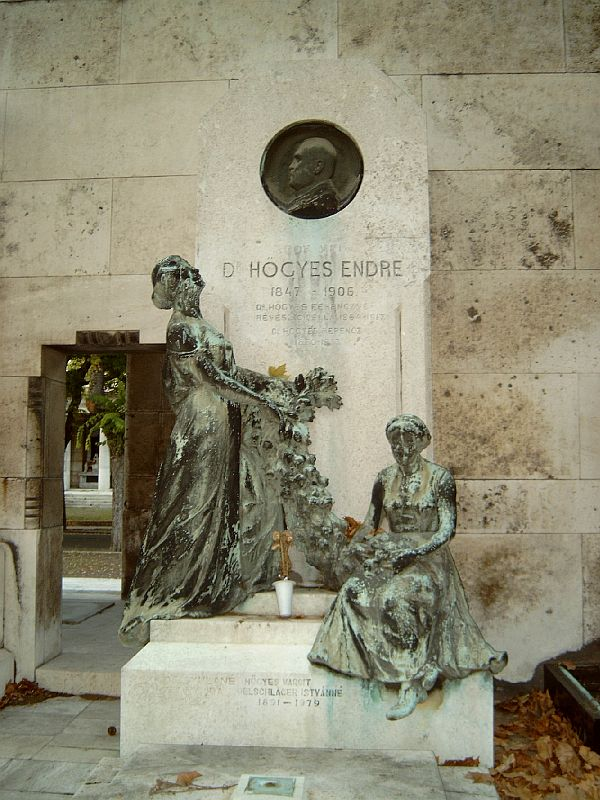
Sírja a Kerepesi temetőben (Á. J. 44.), Kopits János alkotása

Nevét viseli Hajdúszoboszlón a Hőgyes Endre Gimnázium és Szakközépiskola. Budapest IX. kerületében utcát neveztek el róla. Szobra áll Hajdúszoboszlón a Rákóczi utcában a nevét viselő középiskola előkertjében. A Magyar Zoonózis Társaság 2003-ban emlékplakettet alapított a magyar tudomány két olyan nagyságának emlékére, mint Hőgyes Endre és Aujeszky Aladár. Az emlékplakettet a humán egészségügy, vagy az állat-egészségügy területén tevékenykedő olyan személynek ítélik oda, akik elismert tevékenységet folytatnak a zoonózisok felismerésében, terápiájában, illetve az ellenük való védekezésben.